# Sebastián Borensztein
Pour les articles homonymes, voir Campanella.
Sebastián Borensztein (né le 22 avril 1963 à Buenos Aires) est un réalisateur argentin.

## Biographie
C'est le fils de l'acteur et comique Tato Bores.

## Filmographie

### Cinéma
- 2009 : La suerte está echada
- 2010 : Sin memoria
- 2011 : El Chino (Un cuento chino)
- 2016 : Kóblic
- 2019 : Heroic Losers (La odisea de los giles)

## Prix
- Prix Sud 2011 : Prix Sud du meilleur film pour El Chino
- Goyas 2012 : Prix Goya du meilleur film ibéroaméricain pour El Chino